# Ronaldo Correia de Brito
Pour les articles homonymes, voir Correia et Brito.
Ronaldo Correia de Brito est un écrivain et dramaturge brésilien né en 1950 à Saboeiro dans l'État du Ceará (Nordeste). Il vit depuis une vingtaine d'années à Recife, où il exerce la profession de médecin.
Il s'efforce de renouveler la tradition littéraire du Nordeste en projetant les éléments de culture locale sur un plan intemporel et mythologique. Il rapproche ainsi le dit du conteur populaire brésilien avec la récitation de l'aède grec ou encore avec la profération du prophète biblique[Interprétation personnelle ?].

## Œuvres

### Roman
- Le Don du mensonge [« Galiléia »]  (trad. du portugais), Paris, trad. Danielle Schramm, Éditions Liana Levi, 2010, 256 p. (ISBN 978-2-86746-542-0)- Prix São Paulo du meilleur roman 2009

### Nouvelles
- As noites e os dias (editora Bagaço, Recife, 1996)
- Faca (editora Cosac Naify, São Paulo, 2003) / Le Jour où Otacílio Mendes vit le soleil  (trad. du portugais), Paris, trad. Émilie Audigier, Éditions Chandeigne, 2013, 160 p. (ISBN 978-2-915540-99-4)
- O livro dos homens (editora Cosac Naify, São Paulo, 2005)

### Conte populaire adapté pour la jeunesse
- O pavão misterioso illustré par Andrés Sandoval (editora Cosac Naify, São Paulo, 2003)

### Pièces de théâtre
(écrites avec Antonio Madureira et Assis Lima)
- Baile do Menino Deus (1983)
- O pavão misterioso (1985)
- Bandeira de São João (1987)
- Arlequim (1990)